# 外国為替資金特別会計
外国為替資金特別会計（がいこくかわせしきんとくべつかいけい、英: foreign exchange fund special account）とは、政府の行う外国為替等・特別引出権（国際通貨基金協定第15条に規定する特別引出権）、並びに対外支払の決済上必要な金銀地金の売買、これを伴う取引を円滑に行うため、外国為替資金を設置し、その歳入歳出は一般会計とは区分するための特別会計のことである。財務省が管理する。通称『外為特会』（がいためとっかい）と呼ばれる。
日本では財務省（外国為替資金特別会計）と日本銀行が外貨準備を保有しているが、2020年度末現在、外貨準備の大半が外国為替資金特別会計である。外貨準備は外国為替平衡操作の資金でもある。

## 法的根拠
なお、平成19年（2007年）4月1日の現行法施行前の旧根拠は、外国為替資金特別会計法（昭和26年法律第56号）。

## 概要
| 決算年度   | 資産額（億円）※ | 剰余金（億円） | 剰余金の処理                    | 基準外国為替相場 |
| ---------- | --------------- | -------------- | ------------------------------- | ---------------- |
| 平成14年度 | 512,733         | 17,353         | 翌年度一般会計へ 15,000億円繰入 |                  |
| 平成15年度 | 793,171         | 36,456         | 翌年度一般会計へ 14,190億円繰入 |                  |
| 平成16年度 | 838,180         | 22,255         | 翌年度一般会計へ 14,190億円繰入 |                  |
| 平成17年度 | 895,956         | 29,653         | 翌年度一般会計へ 16,220億円繰入 |                  |
| 平成18年度 | 971,582         | 35,322         | 翌年度一般会計へ 16,290億円繰入 |                  |
| 平成19年度 | 1,023,931       | 39,267         | 翌年度一般会計へ 18,000億円繰入 | 1米ドル117円     |
| 平成20年度 | 998,254         | 33,761         | 翌年度一般会計へ 24,000億円繰入 | 1米ドル105円     |
| 平成21年度 | 891,460         | 29,225         | 翌年度一般会計へ 25,006億円繰入 | 1米ドル91円      |
| 平成22年度 | 846,771         | 29,818         | 翌年度一般会計へ 27,022億円繰入 | 1米ドル83円      |
| 平成23年度 | 918,688         | 25,571         | 翌年度一般会計へ 19,725億円繰入 | 1米ドル77円      |
| 平成24年度 | 1,069,248       | 28,531         | 翌年度一般会計へ 19,285億円繰入 | 1米ドル89円      |
| 平成25年度 | 1,282,619       | 32,094         | 翌年度一般会計へ 15,851億円繰入 | 1米ドル104円     |
| 平成26年度 | 1,448,652       | 34,133         | 翌年度一般会計へ 14,280億円繰入 | 1米ドル118円     |
| 平成27年度 | 1,444,941       | 31,173         | 翌年度一般会計へ 16,604億円繰入 | 1米ドル118円     |
| 平成28年度 | 1,398,315       | 28,778         | 翌年度一般会計へ 25,187億円繰入 | 1米ドル115円     |
| 平成29年度 | 1,379,356       | 27,371         | 翌年度一般会計へ 17,520億円繰入 | 1米ドル111円     |
| 平成30年度 | 1,378,127       | 30,158         | 翌年度一般会計へ 17,892億円繰入 | 1米ドル109円     |
| 令和1年度  | 1,463,215       | 34,391         | 翌年度一般会計へ 25,907億円繰入 | 1米ドル109円     |
| 令和2年度  | 1,475,106       | 28,988         | 翌年度一般会計へ 19,213億円繰入 | 1米ドル104円     |
| 令和3年度  | 1,673,328       | 22,975         | 翌年度一般会計へ 14,244億円繰入 | 1米ドル115円     |
| 令和4年度  | 1,662,162       | 34,758         | 翌年度一般会計へ 6,408億円繰入  | 1米ドル130円     |

※外貨建資産の合計、時価ベース。円建て換算は、特別会計に関する法律第79条の規定に基づき、年度末の基準外国為替相場等により行っている。
- 財務省 外国為替資金特別会計の外貨建運用収入の内訳等
- 財務省 特別会計に関する情報開示 > 外国為替資金特別会計
- 財務省 毎年度の予算・決算

## 歳入と歳出

### 歳入
以下の数字は2018年（平成30年）度決算額である。
合計 3兆1010億62百万円

#### 特定財源
- なし

#### 事業収入
- 外国為替等の売買に伴って生じた利益の組入金

#### 運用収入
- 外国為替資金の運用によって生じた利益金
- 積立金から生ずる収入（利子収入）
- 余裕金から生ずる収入（附属雑収入、預託金利子収入）

#### 一般会計からの補助
- 一般会計からの受入金

平成30年度において、一般会計からの受入額は0円である。

#### 借入・証券発行等による収入
- 借入金
- 融通証券発行による収入金

#### その他
- 附属雑収入（預託金利子収入を除いたもの）

### 歳出
平成30年度歳出
851億80百万円
- 事務取扱費
- 事務委託費
- 外国為替資金の運用に要する経費
- 借入金及び融通証券の償還金
- 借入金、一時借入金、融通証券及び基金通貨代用証券の利子
- 融通証券及び基金通貨代用証券の発行および償還に関する経費
- 外国為替資金の運用損失に関する補填金
- 附属諸経費

## 一時借入金、融通証券について
外国為替資金に属する現金に不足がある場合には、外国為替資金特別会計の負担において、一時借入金をし、融通証券を発行し、又は国庫余裕金を繰り替えて使用することができる（特別会計に関する法律第83条第1項）。一時借入金、融通証券及び繰替金の限度額については、予算をもって、国会の議決を経なければならない（特別会計に関する法律第83条第2項）。
融通証券及び繰替金の限度額は平成30年度当初予算において195兆円となっている（平成30年度特別会計予算 予算総則第8条）。
ここで言われる融通証券は政府短期証券（FB）として、債券市場において発行され、取引される。

## 運営事務の委託について
財務大臣は外国為替資金の運営に関する事務を、日本銀行に取り扱わせることができる。日本銀行は財務大臣から取扱を委任委託された事務の一部を金融機関に取り扱わせることができる。（特別会計に関する法律第77条）

## 財政融資資金への預託
外国為替資金の現金について余裕がある場合には財政融資資金へ預託することができる（外国為替資金特別会計法第5条第7項）

## 剰余金が生じた場合の取り扱いについて
特別会計に関する法律第8条
（第1項）各特別会計における毎会計年度の歳入歳出の決算上剰余金を生じた場合において、当該剰余金から次章に定めるところにより当該特別会計の積立金として積み立てる金額及び資金に組み入れる金額を控除してなお残余があるときは、これを当該特別会計の翌年度の歳入に繰り入れるものとする。
（第2項）前項の規定にかかわらず、同項の翌年度の歳入に繰り入れるものとされる金額の全部又は一部に相当する金額は、予算で定めるところにより、一般会計の歳入に繰り入れることができる。

## 積立金の一般会計繰り入れについて
積立金はこの特別会計が不足した場合取り崩されることとなるが、この特別会計は例年剰余金が発生する状況であるため、積立金が例年増えていく状況にある。そのため厳しい状況が続く一般会計への繰り入れが検討されている。鳩山由紀夫内閣が組んだ2010年度予算では外為特会の積立金から2兆9000億円の取り崩し一般会計に繰り入れられた。また2010年12月22日には、2011 - 2013年度予算に剰余金を全額、一般会計に繰り入れることを容認する方針を決定している。
剰余金・積立金は為替リスク（例えば円高）に備えるための変動準備金として考えられているが、算出法の経済学的合理性・妥当性については非決定論的である（なお、剰余金が単年度・フローの概念で、積立金がストックの概念とされる。）。